# بوسینی
بوسینی (انگلیسی: Bossini) شرکت پوشاک هنگ کنگی است، که در سال ۱۹۸۷ تأسیس شد.